# 法氏裸燈魚
法氏裸灯鱼（学名：Gymnoscopelus fraseri）为輻鰭魚綱燈籠魚目灯笼鱼科的其中一種，分布於南冰洋海域，屬深海魚類體長可達8.8公分，可做為食用魚。

## 扩展阅读
維基物種上的相關：法氏裸灯鱼